# Límni Lysimacheía
Límni Lysimacheía (Lake Lysimachia) är en sjö i Grekland.   Den ligger i prefekturen Nomós Aitolías kai Akarnanías och regionen Västra Grekland, i den centrala delen av landet, 210 km väster om huvudstaden Aten. Límni Lysimacheía ligger 11 meter över havet. Arean är 13,2 kvadratkilometer. Trakten runt Límni Lysimacheía består till största delen av jordbruksmark. Den sträcker sig 4,4 kilometer i nord-sydlig riktning, och 4,9 kilometer i öst-västlig riktning.
Följande samhällen ligger vid Límni Lysimacheía:
- Zevgarákion (781 invånare)
- Klisorrévmata (288 invånare)
- Lévka (152 invånare)